# 因德拉·巴古斯·艾德·钱德拉
因德拉·巴古斯·艾德·钱德拉（1987年7月13日—），意大利男子羽毛球運動員。

## 簡歷
2013年12月，因德拉·巴古斯·艾德·钱德拉出戰意大利國際賽，並贏得男單冠軍。

## 主要比賽成績
只列出曾進入準決賽的國際賽事成績：
| 年份   | 賽事                   | 公開賽級別 | 項目     | 搭檔          | 成績   |
| ------ | ---------------------- | ---------- | -------- | ------------- | ------ |
| 2013年 | 羅馬尼亞羽毛球國際賽   | 國際系列賽 | 男子單打 | －            | 準決賽 |
| 2013年 | 捷克羽毛球國際賽       | 國際挑戰賽 | 男子單打 | －            | 亞軍   |
| 2013年 | 意大利羽毛球國際賽     | 國際挑戰賽 | 男子單打 | －            | 冠軍   |
| 2014年 | 西班牙羽毛球公開賽     | 國際挑戰賽 | 男子單打 | －            | 準決賽 |
| 2014年 | 保加利亞羽毛球國際賽   | 國際挑戰賽 | 男子單打 | －            | 準決賽 |
| 2014年 | 意大利羽毛球國際賽     | 國際挑戰賽 | 男子單打 | －            | 亞軍   |
| 2015年 | 羅馬尼亞羽毛球國際賽   | 國際系列賽 | 男子單打 | －            | 亞軍   |
| 2015年 | 羅馬尼亞羽毛球國際賽   | 國際系列賽 | 男子雙打 | 阿迪·普拉塔玛 | 準決賽 |
| 2015年 | 比利時羽毛球國際賽     | 國際挑戰賽 | 男子單打 | －            | 準決賽 |
| 2015年 | 贊比亞羽毛球國際賽     | 國際系列賽 | 男子單打 | －            | 亞軍   |
| 2016年 | 美國羽毛球國際賽       | 國際系列賽 | 男子單打 | －            | 冠軍   |
| 2016年 | 秘魯羽毛球國際系列賽   | 國際系列賽 | 男子單打 | －            | 亞軍   |
| 2016年 | 大溪地羽毛球國際挑戰賽 | 國際挑戰賽 | 男子單打 | －            | 冠軍   |
| 2016年 | 布拉格羽毛球公開賽     | 國際挑戰賽 | 男子單打 | －            | 準決賽 |
| 2016年 | 意大利羽毛球國際賽     | 國際挑戰賽 | 男子單打 | －            | 亞軍   |

| 2007-2017年 | 首要超級賽 | 超級賽 | 黃金大獎賽 | 大獎賽 | 國際挑戰賽 | 國際系列賽 | 未來系列賽 | 其他 |

| 2018-2026年 | 總決賽 | 超級1000賽 | 超級750賽 | 超級500賽 | 超級300賽 | 超級100賽 | 國際挑戰賽 | 國際系列賽 | 未來系列賽 | 其他 |